# Anna Johnson Pell Wheeler
Anna Johnson Pell Wheeler (5 de mayo de 1883 – 26 de marzo de 1966) fue una matemática estadounidense. Es mayormente conocida por su trabajo en álgebra lineal en dimensiones infinitas, el cual luego formó parte del análisis funcional.

## Biografía
Anna Johnson nació el 5 de mayo de 1883 en Hawarden, Iowa. Sus padres eran inmigrantes suecos. A la edad de nueve años, su familia se mudó a Akron en Iowa; y, fue matriculada en un colegio privado. En 1903, se graduó por la Universidad de Dakota del Sur y comenzó a trabajar en la Universidad de Iowa. Gracias a su tesis, titulada La extensión de la teoría de Galois a ecuaciones diferenciales lineales,  se le otorgó una maestría en 1904. Obtuvo otra licenciatura un año más tarde en la Universidad de Radcliffe, donde tomó cursos con Maxime Bôcher y William Fogg Osgood.
En 1905 ganó una beca Alice Freeman Palmer de Wellesley College para estudiar un año en la Universidad de Gotinga, donde estudió bajo la tutela de David Hilbert, Felix Klein, Hermann Minkowski, y Karl Schwarzschild. Mientras trabajaba en un doctorado, se casó en 1907 con Alexander Pell, un exprofesor suyo de la Universidad de Dakota del Sur. Esto generó problemas de seguridad para Alexander, ya que era un ex agente doble ruso cuyo nombre real era Sergey Degayev.
Después de la boda, regresaron a Vermillion, Dakota del Sur, donde daba clases sobre la teoría de funciones y ecuaciones diferenciales. Regresó a Gotinga, en 1908, para continuar trabajando en su tesis, pero una discusión con Hilbert hizo que no pudiera finalizarla. Posteriormente se mudaron a Chicago, donde trabajó con E. H. Moore para finalizar su disertación, Sistemas Biortogonales de Funciones con Aplicaciones en la Teoría de Ecuaciones Integrales. Recibió un Ph.D. en 1909.
Comenzó a buscar una posición de enseñanza, pero encontraba hostilidad en cada departamento de matemática. Así escribió:

"Esperaba una posición en alguna de las universidades buenas, como la de de Wisconsin, Ill., etc., pero hay una objeción a mujeres, pues prefieren a un hombre incluso cuando es inferior tanto en entrenamiento como en investigación".

 En 1911, su marido tuvo un paro cardíaco y ella, después de enseñar en el Instituto Armout por el resto del semestre, aceptó una posición en la Universidad Montar Holyoke. Enseñó allí por siete años.
En 1917, su último año en la Universidad de Mount Holyoke, publicó (junto con R. L. Gordon) un paper seminal con respecto al Teorema de Sturm. En su trabajo, soluciona un problema eludió a J. J. Sylvester (1853) y E. B. van Vleck (1899). El artículo (junto con su teorema) fue olvidado por casi 100 años hasta que fue recientemente descubierto por P. S. Vigklas.
En 1918, fue profesora asociada en la Universidad de Bryn Mawr en Pensilvania. Alexander nunca volvió a enseñar, pero continuó siendo investigador hasta su muerte en 1921. Tres años más tarde Anna se convirtió en la directora del departamento de matemática de la Universidad de Bryn Mawr y se convirtió en docente de tiempo completo en 1925. Ese mismo año se casó con Arthur Wheeler, quién era docente de la Universidad de Princeton. Se mudaron, viajando periódicamente a Bryn Mawr, enseñando a medio tiempo y convirtiéndose en miembro activa de la comunidad matemática de Princenton. 
En 1927 se convirtió en la primera mujer en dar una presentación en el Coloquio en la Sociedad Estadounidense de Matemática. Al fallecer Arthur en 1932, Anna regresó a Bryn Mawr y se dedicó a la enseñanza a tiempo completo.
Anna fue instrumental en traer la matemática alemana de Emmy Noether a Bryn Mawr en 1933, luego de que fuera expulsado de la Universidad de Goting por el gobierno nazi. Las dos mujeres trabajaron juntas durante dos años, hasta que Noether murió inesperadamente después de una operación en 1935. Wheeler continuó enseñando en Bryn Mawr, hasta su retiro en 1948.
Anna Johnson Pell Wheeler falleció en 1966 después de padecer un paro cardíaco.